# Michele Monti
Michele Monti (ur. 5 czerwca 1970, zm. 8 grudnia 2018) – włoski judoka. Dwukrotny olimpijczyk. Odpadł w eliminacjach w Sydney 2000 i Atenach 2004. Walczył w wadze średniej i półciężkiej.
Brązowy medalista mistrzostw świata w 1997. Uczestnik zawodów w 1999, 2001, 2003. Startował w Pucharze Świata w latach 1992, 1993, 1995–2001, 2003, 2004. Trzeci na mistrzostwach Europy w 2004. Złoty medalista igrzysk śródziemnomorskich w 1997, trzeci w 2001. Wygrał MŚ wojskowych w 2002. Trzeci na akademickich MŚ w 1998 roku.

## Letnie Igrzyska Olimpijskie 2000
| Konkurencja | Eliminacje            | Klas. końcowa |
| Konkurencja | Przeciwnik I          | Miejsce       |
| ----------- | --------------------- | ------------- |
| 90 kg       | Eduardo Costa (ARG) P | 1 runda.      |

## Letnie Igrzyska Olimpijskie 2004
| Konkurencja | Eliminacje           | Eliminacje            | Klas. końcowa |
| Konkurencja | Przeciwnik I         | Przeciwnik II         | Miejsce       |
| ----------- | -------------------- | --------------------- | ------------- |
| 100 kg      | Nicolas Gill (CAN) Z | Ari’el Ze’ewi (ISR) P | 2 runda.      |